# Ototylomys
Genre
Ototylomys est un genre de rongeurs de la famille des Cricétidés.

## Liste desespèces
- Ototylomys phyllotis Merriam, 1901